# لانتانا لزجة
لانتانا لزجة (الاسم العلمي: Lantana viscosa) هي نوع نباتي يتبع جنس اللانتانا من فصيلة اللويزية.